# KCharSelect
KCharSelect（ケーキャラセレクト）は KDE の文字選択ユーティリティーである。

## 概要
指定したフォントで文字コード表を表示する。表中の文字を選択すると、その文字の Unicode コードポイントが示され、下部の一行テキストエディタに文字が追加される。追加した文字をクリップボートにコピーすることもできる。その際、クリップボードにコピーするデータとして HTML の文字参照を指定できる。
KCharSelect は kdeutils パッケージに含まれている。
KDE 4 で KCharSelect の機能が増え、選択した文字の詳細な情報が表示されるようになった。